# Júnior Todinho
Geremias Ribeiro Júnior, mais conhecido como Júnior Todinho ou simplesmente Júnior (Salvador, 13 de dezembro de 1993), é um futebolista brasileiro que atua como ponta-esquerda. Atualmente joga pelo Vila Nova. 

## Carreira

### Antecedentes
Nascido em Salvador, Bahia, Júnior começou sua carreira no Serrano-BA, aonde foi revelado em 2014. Depois passando pelo Grapiúna e pelo Vitória da Conquista, aonde foi um dos destaques do Campeonato Baiano de 2017 com 5 gols, sendo eleito para a seleção do campeonato.

### Vitória
Após ser destaque com o Vitória da Conquista no Campeonato Baiano de 2017, em 9 de maio de 2017, Júnior foi contratado pelo Vitória. Sua estreia aconteceu em 8 de junho, entrando como substituto em uma derrota por 2 a 0 para o São Paulo, pelo Campeonato Brasileiro de 2017.

### Cuiabá
Em 24 de janeiro de 2019, Júnior foi contratado pelo Cuiabá. Fez sua estreia em 27 de janeiro, entrando como titular em uma vitória fora de casa por 2 a 1 sobre o Juara, pelo Campeonato Mato-Grossense de 2019. Seu primeiro gol com o clube da capital mato-grossense aconteceu em 8 de março, em uma goleada em casa por 5 a 0 sobre o Operário-MT.[carece de fontes?]
No Cuiabá, viveu uma grande fase, chegou a ser um dos artilheiros da equipe na temporada com 8 gols e um dos artilheiros do clube na Série B de 2019 com 6 gols. Em 12 de dezembro, Júnior encerrou seu contrato com o Cuiabá.

### Guarani
Em 26 de dezembro de 2019, Júnior foi anunciado pelo Guarani. Sua primeira partida pelo clube do interior paulista aconteceu no dia 22 de janeiro de 2020, entrando como titular em uma vitória por goleada fora de casa contra a Inter de Limeira por 4 a 0, marcando seus dois primeiros gols pelo clube inclusive, pelo Campeonato Paulista de 2020.
Durante a paralisação do futebol por conta da pandemia de COVID-19, Júnior não renovou seu contrato com o Guarani, com a prioridade de ir pro futebol da Coreia do Sul, mas a esposa fez o jogador desistir de acertar com o futebol sul-coreano. A situação financeira era vantajosa, porém, não foi considerada "irrecusável" pelo estafe do atleta. Assim, sendo reintegrado ao clube em 15 de julho.
Em meio a uma lesão no joelho direito fazendo com que Júnior não atuasse pelo clube por um mês, em 15 de janeiro de 2021, Júnior foi flagrado juntamente com o volante Lucas Abreu em uma casa noturna em meio à surto de COVID-19 no elenco do Guarani, os dois acabando sendo multados pelo clube.
Pelo Guarani, Júnior viveu uma grande fase, chegando a igualar a marca de 2019 pelo Cuiabá como o artilheiro da equipe na temporada, participando de 36 jogos e marcando 11 gols.

### Juventude
Em 18 de fevereiro de 2021, Júnior foi contratado pelo Juventude, assinando um contrato até maio de 2022. Estreou pelo clube em 16 de março, entrando como substituto em uma vitória fora de casa por 3 a 0 sobre o Murici, pela Copa do Brasil de 2021. No dia 14 de abril, rescindiu seu contrato com o Juventude, totalizando 7 partidas pelo clube e nenhum gol marcado.

### Retorno ao Guarani
Em 30 de julho de 2021, o Guarani encaminhou o retorno de Júnior Todinho, livre no mercado após rescindir seu contrato com o Juventude. Por um contrato até o fim do ano e com uma base salarial menor do que a que o atacante tinha em 2020, o valor oferecido seria quase 30% menor do que Júnior Todinho veio recebendo no início da temporada passada.
Sua reestreia pelo clube aconteceu no dia 21 de agosto, entrando como substituto em uma derrota fora de casa por 1 a 0 para o Vitória, pela Série B de 2021. Seu primeiro gol após o retorno ao clube aconteceu no dia 9 de outubro, em uma vitória em casa por 3 a 0 sobre o Londrina.

### Santo André
No dia 30 de novembro de 2021, o Santo André anunciou a contratação de Júnior Todinho para a disputa do Campeonato Paulista de 2022. A repercussão da contratação, por conta do apelido do jogador e do atacante Gustavo Nescau, gerou vários trocadilhos na internet.
Sua estreia pelo clube aconteceu no dia 25 de janeiro de 2022, entrando como titular em um empate fora de casa por 0 a 0 com o Botafogo-SP, pelo Campeonato Paulista de 2022. Seu primeiro gol marcado pelo Santo André aconteceu no dia 2 de fevereiro, marcando o único gol de uma vitória em casa por 1 a 0 sobre o São Bernardo.

### Brusque
Após ter sido o artilheiro do Santo André na temporada, no dia 9 de abril de 2022, foi oficializada a contratação de Júnior Todinho pelo Brusque. Fez sua estreia no dia 23 de abril, entrando como titular em uma derrota fora de casa por 3 a 1 para o Sampaio Corrêa, pela Série B de 2022. Seu primeiro e único gol marcado pelo clube aconteceu em 16 de julho, em um empate fora de casa por 1 a 1 com o CRB.

### Mirassol
No dia 1 de agosto de 2022, o Mirassol anunciou a contratação de Júnior Todinho. Fez sua estreia no dia 7 de agosto, entrando como substituto em uma derrota em casa por 2 a 1 para o Vitória, pela Série C de 2022.

### Água Santa
No dia 28 de novembro de 2022, o Água Santa anunciou a contratação de Júnior Todinho. Fez sua estreia pelo clube em 15 de janeiro de 2023, entrando como titular em uma derrota em casa por 3 a 1 para a Ferroviária, pelo Campeonato Paulista de 2023. Fez seu primeiro gol no dia 21 de janeiro, em um empate em casa por 1 a 1 com o São Bento.
Júnior Todinho foi regulamente titular na campanha do Água Santa no Campeonato Paulista de 2023, na qual a equipe foi vice-campeã, perdendo a final pro Palmeiras.

### ABC
No dia 10 de abril de 2023, o ABC anunciou a contratação de Júnior Todinho, por um contrato de empréstimo até o final da temporada. Fez sua estreia no dia 23 de abril, entrando como titular em uma derrota em casa por 3 a 0 para o Vitória, pela Série B de 2023. Fez seu primeiro gol pelo clube em 28 de maio, marcando o único gol da equipe em uma derrota fora de casa por 4 a 1 para o Sport.

## Estatísticas
Atualizado até 26 de janeiro de 2025.

### Clubes
| Equipe               | Temporada         | Campeonato nacional | Campeonato nacional | Campeonato nacional | Copa nacional[a] | Copa nacional[a] | Copa nacional[a] | Competições continentais[b] | Competições continentais[b] | Competições continentais[b] | Outros torneios[c] | Outros torneios[c] | Outros torneios[c] | Total | Total | Total   |
| Equipe               | Temporada         | Jogos               | Gols                | Assist.             | Jogos            | Gols             | Assist.          | Jogos                       | Gols                        | Assist.                     | Jogos              | Gols               | Assist.            | Jogos | Gols  | Assist. |
| -------------------- | ----------------- | ------------------- | ------------------- | ------------------- | ---------------- | ---------------- | ---------------- | --------------------------- | --------------------------- | --------------------------- | ------------------ | ------------------ | ------------------ | ----- | ----- | ------- |
| Serrano-BA           | 2014              | —                   | —                   | —                   | —                | —                | —                | —                           | —                           | —                           | 18                 | 2                  | 0                  | 18    | 2     | 0       |
| Serrano-BA           | 2015              | —                   | —                   | —                   | —                | —                | —                | —                           | —                           | —                           | 5                  | 0                  | 0                  | 5     | 0     | 0       |
| Serrano-BA           | Total             | 0                   | 0                   | 0                   | 0                | 0                | 0                | 0                           | 0                           | 0                           | 23                 | 2                  | 0                  | 23    | 2     | 0       |
| Grapiúna             | 2015              | —                   | —                   | —                   | —                | —                | —                | —                           | —                           | —                           | 0                  | 0                  | 0                  | 0     | 0     | 0       |
| Grapiúna             | Total             | 0                   | 0                   | 0                   | 0                | 0                | 0                | 0                           | 0                           | 0                           | 0                  | 0                  | 0                  | 0     | 0     | 0       |
| Vitória da Conquista | 2016              | —                   | —                   | —                   | —                | —                | —                | —                           | —                           | —                           | 9                  | 3                  | 0                  | 9     | 3     | 0       |
| Vitória da Conquista | 2017              | —                   | —                   | —                   | 1                | 1                | 0                | —                           | —                           | —                           | 12                 | 4                  | 0                  | 13    | 5     | 0       |
| Vitória da Conquista | Total             | 0                   | 0                   | 0                   | 1                | 1                | 0                | 0                           | 0                           | 0                           | 21                 | 7                  | 0                  | 22    | 8     | 0       |
| Taboão da Serra      | 2016              | —                   | —                   | —                   | —                | —                | —                | —                           | —                           | —                           | 18                 | 6                  | 0                  | 18    | 6     | 0       |
| Taboão da Serra      | Total             | 0                   | 0                   | 0                   | 0                | 0                | 0                | 0                           | 0                           | 0                           | 18                 | 6                  | 0                  | 18    | 6     | 0       |
| Vitória              | 2017              | 6                   | 0                   | 0                   | —                | —                | —                | —                           | —                           | —                           | —                  | —                  | —                  | 6     | 0     | 0       |
| Vitória              | 2018              | 1                   | 0                   | 0                   | —                | —                | —                | —                           | —                           | —                           | 1                  | 0                  | 0                  | 2     | 0     | 0       |
| Vitória              | Total             | 7                   | 0                   | 0                   | 0                | 0                | 0                | 0                           | 0                           | 0                           | 1                  | 0                  | 0                  | 8     | 0     | 0       |
| Cuiabá               | 2019              | 19                  | 6                   | 1                   | 2                | 0                | 1                | —                           | —                           | —                           | 15                 | 2                  | 0                  | 36    | 8     | 2       |
| Cuiabá               | Total             | 19                  | 6                   | 1                   | 2                | 0                | 1                | 0                           | 0                           | 0                           | 15                 | 2                  | 0                  | 36    | 8     | 2       |
| Guarani              | 2020              | 22                  | 5                   | 4                   | —                | —                | —                | —                           | —                           | —                           | 14                 | 6                  | 0                  | 36    | 11    | 4       |
| Guarani              | 2021              | 11                  | 1                   | 0                   | —                | —                | —                | —                           | —                           | —                           | —                  | —                  | —                  | 11    | 1     | 0       |
| Guarani              | Total             | 33                  | 6                   | 4                   | 0                | 0                | 0                | 0                           | 0                           | 0                           | 14                 | 6                  | 0                  | 47    | 12    | 4       |
| Juventude            | 2021              | —                   | —                   | —                   | 2                | 0                | 0                | —                           | —                           | —                           | 5                  | 0                  | 0                  | 7     | 0     | 0       |
| Juventude            | Total             | 0                   | 0                   | 0                   | 2                | 0                | 0                | 0                           | 0                           | 0                           | 5                  | 0                  | 0                  | 7     | 0     | 0       |
| Santo André          | 2022              | —                   | —                   | —                   | —                | —                | —                | —                           | —                           | —                           | 11                 | 5                  | 1                  | 11    | 5     | 1       |
| Santo André          | Total             | 0                   | 0                   | 0                   | 0                | 0                | 0                | 0                           | 0                           | 0                           | 11                 | 5                  | 1                  | 11    | 5     | 1       |
| Brusque              | 2022              | 17                  | 1                   | 2                   | —                | —                | —                | —                           | —                           | —                           | —                  | —                  | —                  | 17    | 1     | 2       |
| Brusque              | Total             | 17                  | 1                   | 2                   | 0                | 0                | 0                | 0                           | 0                           | 0                           | 0                  | 0                  | 0                  | 17    | 1     | 2       |
| Mirassol             | 2022              | 4                   | 0                   | 0                   | —                | —                | —                | —                           | —                           | —                           | —                  | —                  | —                  | 4     | 0     | 0       |
| Mirassol             | Total             | 4                   | 0                   | 0                   | 0                | 0                | 0                | 0                           | 0                           | 0                           | 0                  | 0                  | 0                  | 4     | 0     | 0       |
| Água Santa           | 2023              | —                   | —                   | —                   | —                | —                | —                | —                           | —                           | —                           | 14                 | 3                  | 1                  | 14    | 3     | 1       |
| Água Santa           | 2024              | —                   | —                   | —                   | 2                | 0                | 0                | —                           | —                           | —                           | 7                  | 2                  | 0                  | 9     | 2     | 0       |
| Água Santa           | Total             | 0                   | 0                   | 0                   | 2                | 0                | 0                | 0                           | 0                           | 0                           | 21                 | 5                  | 1                  | 23    | 5     | 1       |
| ABC                  | 2023              | 10                  | 2                   | 1                   | —                | —                | —                | —                           | —                           | —                           | 1                  | 0                  | 0                  | 11    | 2     | 1       |
| ABC                  | Total             | 10                  | 2                   | 1                   | 0                | 0                | 0                | 0                           | 0                           | 0                           | 1                  | 0                  | 0                  | 11    | 2     | 1       |
| CSA                  | 2023              | 4                   | 1                   | 0                   | —                | —                | —                | —                           | —                           | —                           | —                  | —                  | —                  | 4     | 1     | 0       |
| CSA                  | Total             | 4                   | 1                   | 0                   | 0                | 0                | 0                | 0                           | 0                           | 0                           | 0                  | 0                  | 0                  | 4     | 1     | 0       |
| Vila Nova            | 2024              | 26                  | 6                   | 3                   | —                | —                | —                | —                           | —                           | —                           | —                  | —                  | —                  | 26    | 6     | 3       |
| Vila Nova            | 2025              | 0                   | 0                   | 0                   | 0                | 0                | 0                | —                           | —                           | —                           | 4                  | 0                  | 0                  | 4     | 0     | 0       |
| Vila Nova            | Total             | 26                  | 6                   | 3                   | 0                | 0                | 0                | 0                           | 0                           | 0                           | 4                  | 0                  | 0                  | 30    | 6     | 3       |
| Total na carreira    | Total na carreira | 120                 | 22                  | 11                  | 7                | 1                | 1                | 0                           | 0                           | 0                           | 134                | 33                 | 2                  | 256   | 55    | 13      |

- a. ^ Jogos da Copa do Brasil
- b. ^ Jogos de torneios continentais
- c. ^ Jogos campeonatos estaduais, regionais e outros torneios

## Títulos
Vitória da Conquista
- Copa Governador do Estado da Bahia: 2016

Cuiabá
- Campeonato Mato-Grossense: 2019
- Copa Verde: 2019

Mirassol
- Campeonato Brasileiro - Série C: 2022

Vila Nova
- Campeonato Goiano: 2025[66]

### Prêmios individuais
- Seleção do Campeonato Baiano: 2017[67]